# Francisco Pinto Balsemão
Francisco Pinto Balsemão, portugalski pravnik, novinar, publicist in politik, * 1. september 1937.
Balsemão je bil predsednik vlade Portugalske med letoma 1981 in 1983.